# Ceiba pentandra
Ceiba pentandra, llamado comúnmente ceiba, ceibo, pochote, huimba, o yaxché, es un árbol de la familia Malvaceae (anteriormente perteneciente a la familia Bombacaceae). En algunas zonas al árbol y la fibra que se obtiene de las semillas se les llama en inglés como kapok, nombre derivado del malayo que originalmente se aplicaba a Bombax ceiba, nativo de Asia tropical. Es originario de la región de Mesoamérica y se distribuye mundialmente por la zona intertropical. Se cultiva en plantaciones para la obtención de fibra y aceite, así como también se utiliza de forma ornamental, en la reforestación y la carpintería.

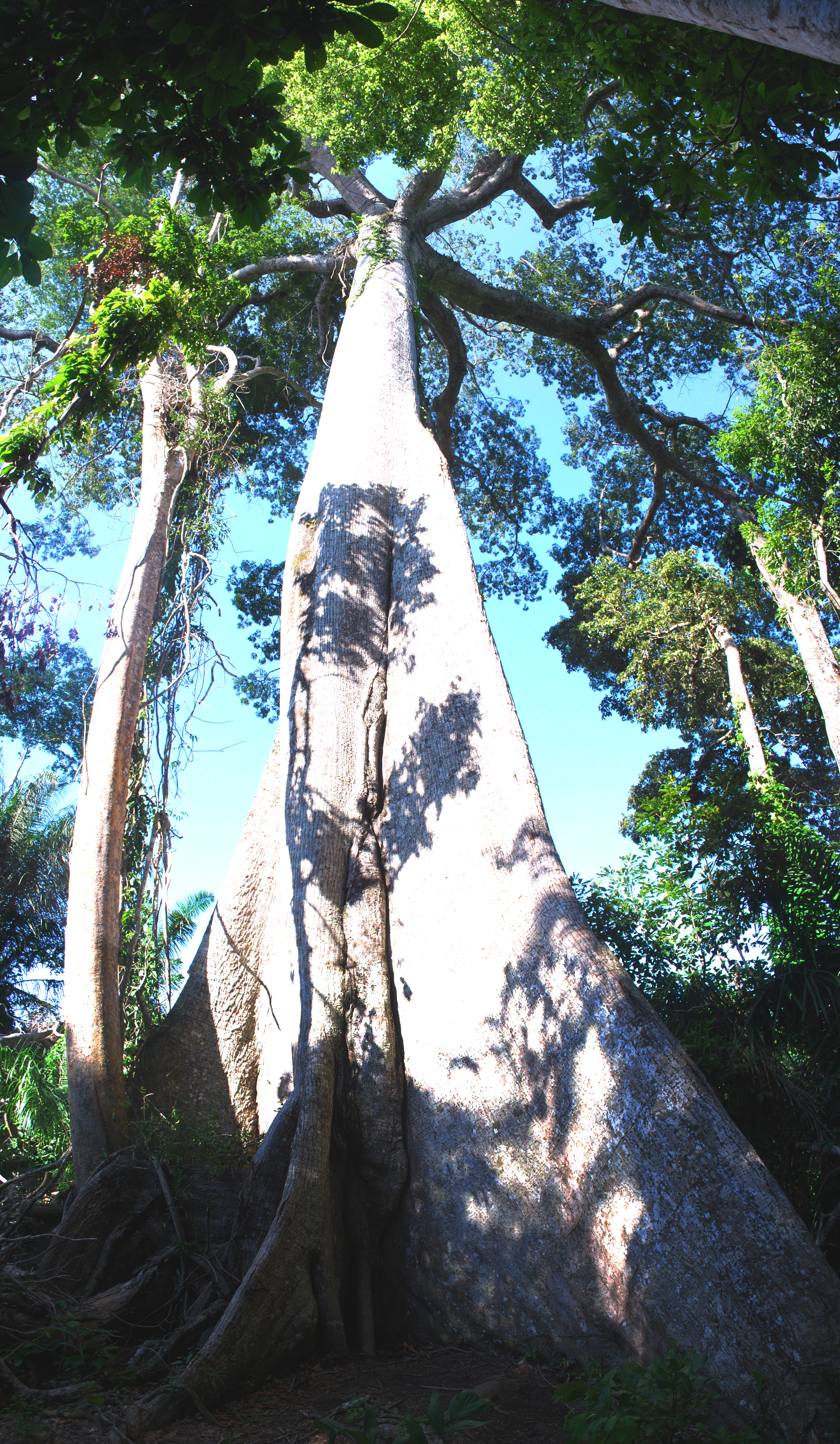
Lupuna en Puerto Maldonado, Perú

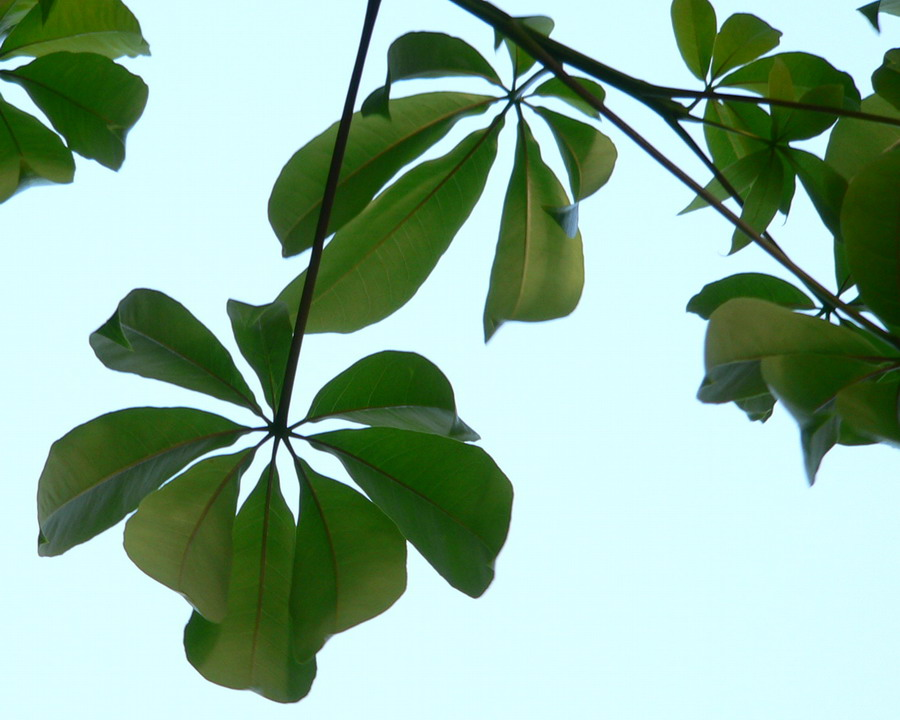
Detalle de la hoja

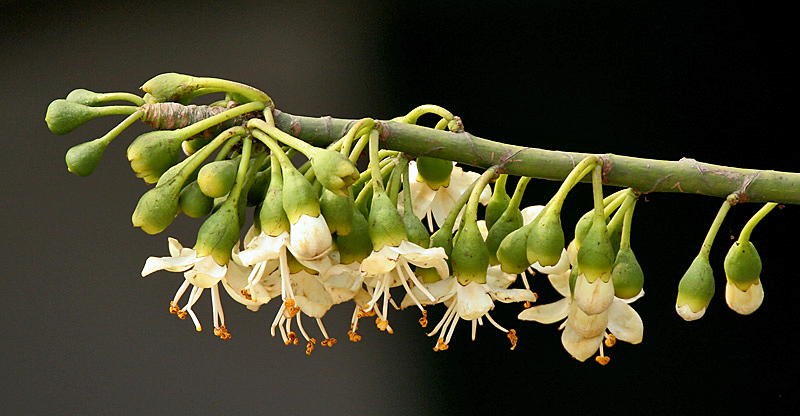
Inflorescencia

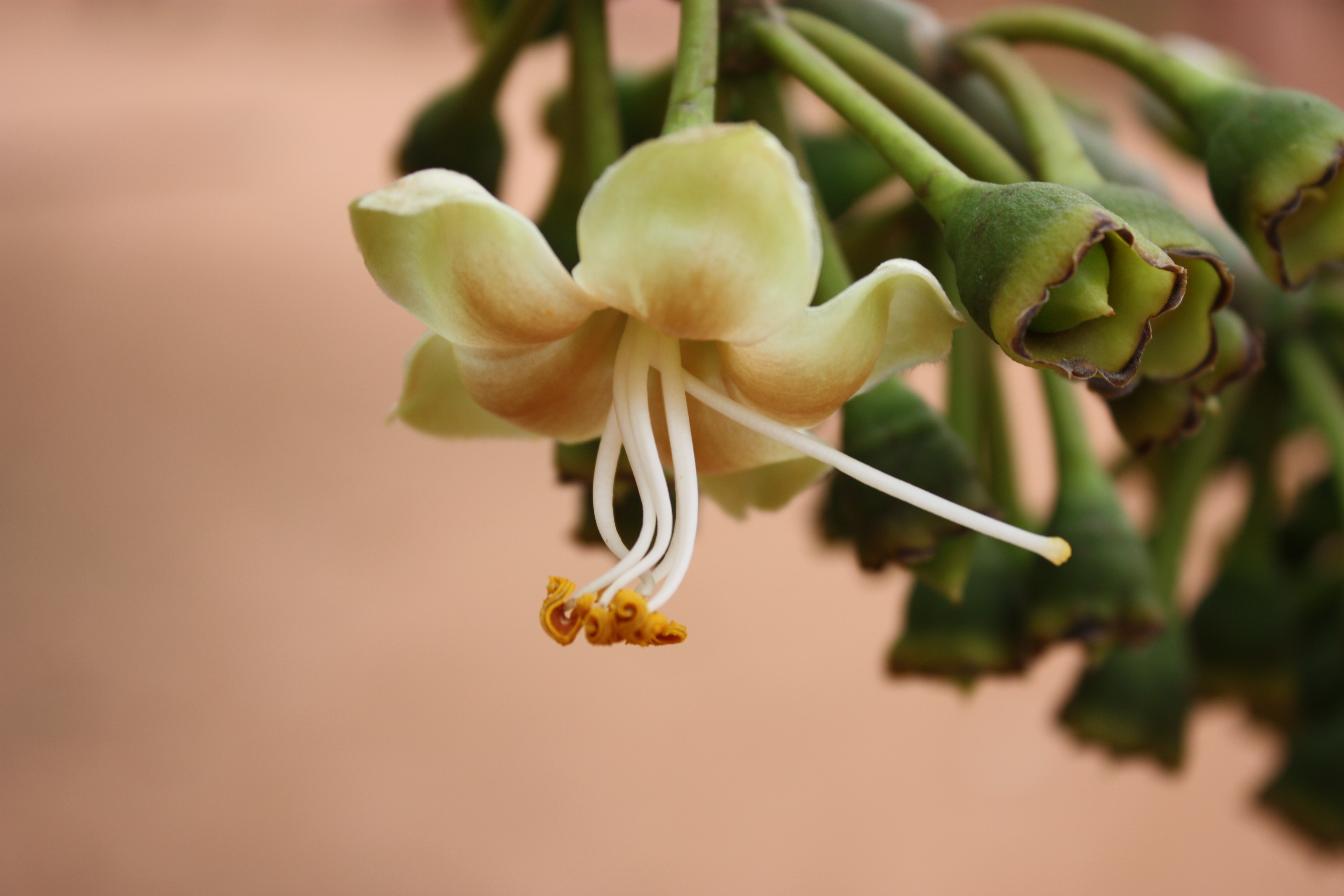
Flor

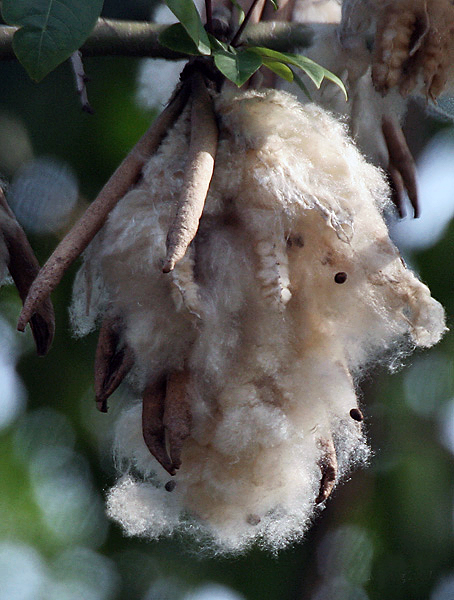
Semilla

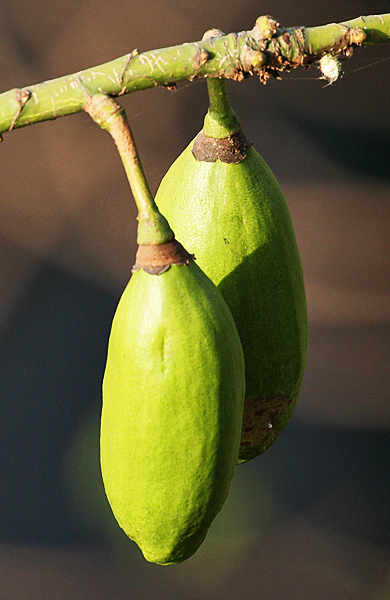
Fruto

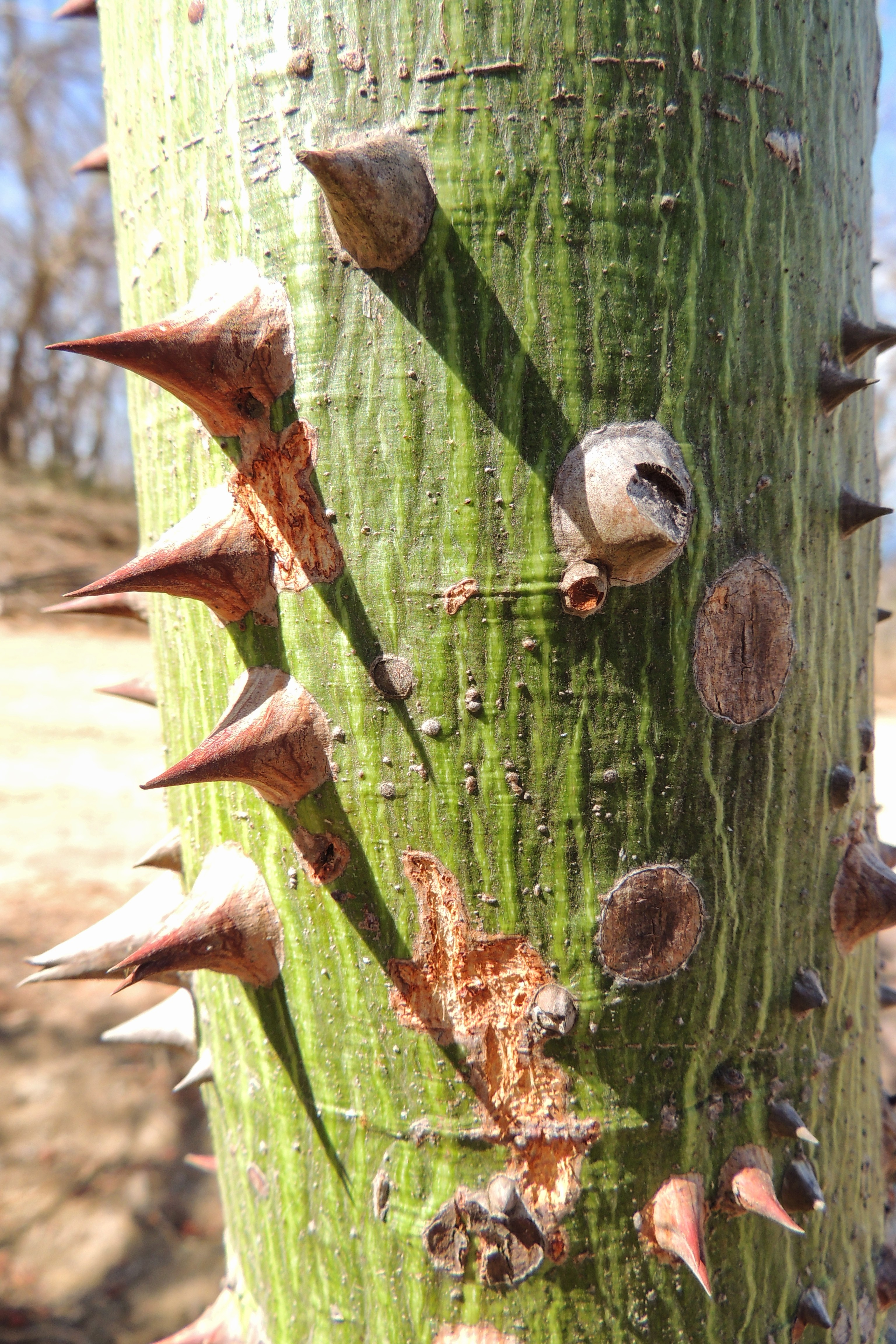
Espinas

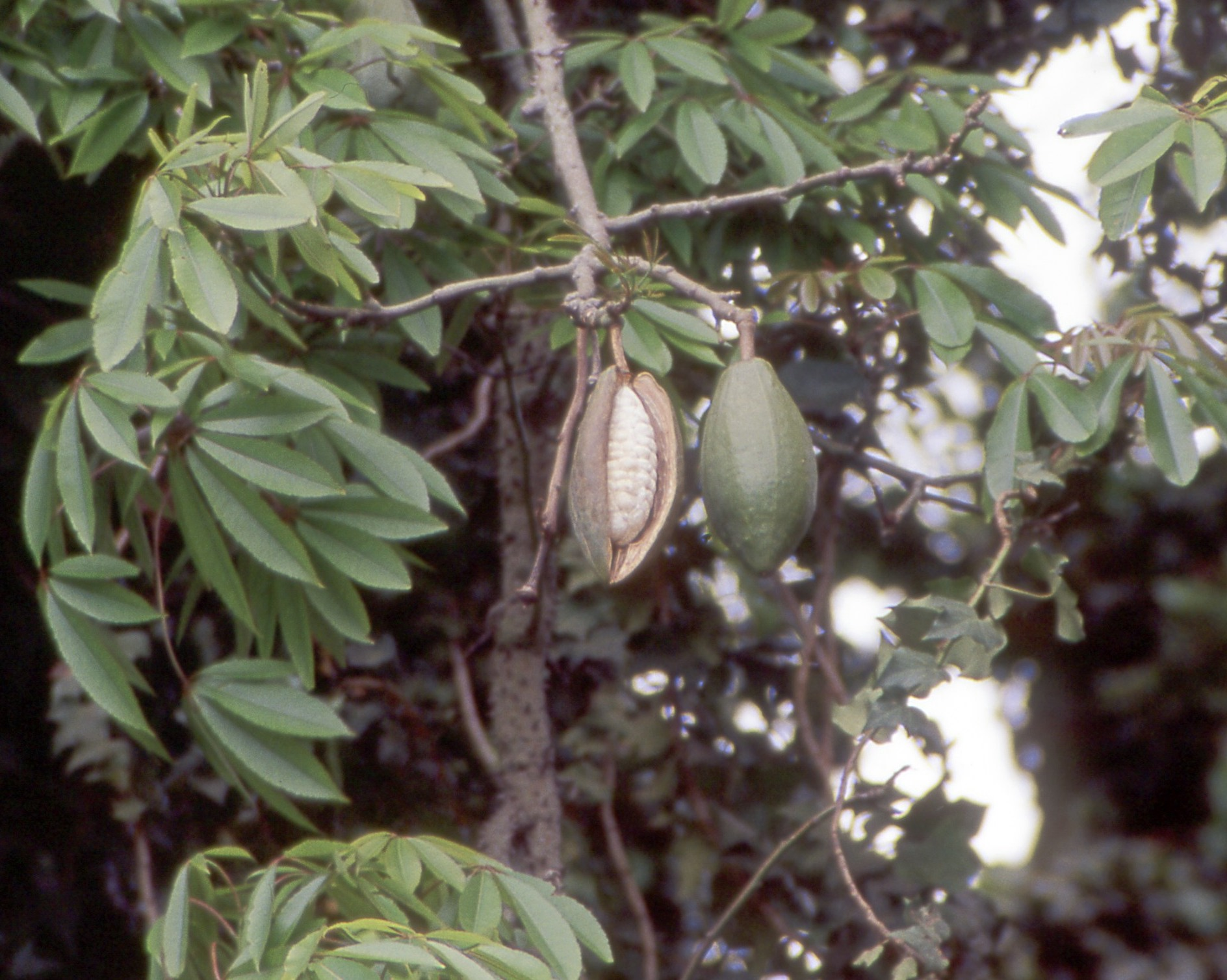
Las cápsulas de la ceiba mostrando las fibras kapok en su interior.

## Descripción
Árbol caducifolio de gran envergadura que puede superar los 60 o 70 metros de altura, con tronco recto, grueso (3 m de diámetro) y normalmente sin ramificar formando una gran copa con ramas extendidas horizontalmente. Las raíces tabulares de varios metros de altura y extendidas por encima y por debajo del suelo funcionan como contrafuertes. El tronco y muchas de sus ramas jóvenes están poblados de gruesas espinas cónicas. Las hojas palmadas se dividen entre 5 a 9 folíolos más pequeños, cada hoja sobrepasa los 20 cm. Flores axilares, solitarias o en fascículos (hasta 15) con 5 pétalos de color blanco, rosa o amarillo. Los frutos son cápsulas dehiscentes de unos 15 cm (a veces mal llamadas vainas, que es otro fruto diferente) que contienen numerosas semillas de unos 6 mm, marrones, de forma más o menos esférica rodeadas por una fibra amarillenta de aspecto algodonoso, mezcla de lignina y de celulosa.

Los árboles son de rápido crecimiento y tienen una longevidad alta, estos pierden las hojas al comienzo de la estación seca, antes de la floración entre enero y marzo, y lo renueva poco después. Florece de diciembre a marzo aunque no lo hace anualmente, y fructifica entre los 3 o 6 años en los meses de abril a junio. Su sistema de polinización es en parte anemófila por el viento y zoófila por medio de animales como murciélagos y abejas.
En climas húmedos la planta está expuesta a una alta mortalidad de plántulas y árboles jóvenes debido a infecciones causadas por varios patógenos fúngicos, y es un árbol huésped del virus del brote hinchado del cacao que genera una enfermedad que afecta al árbol de cacao y a las plantaciones del mismo.

## Distribución y hábitat
Originaria de América Central, se distribuye desde México a Suramérica y en las regiones tropicales de África y Asia. Prefiere suelos entre arenoso a arcilloso y una luminosidad media. Se encuentra en altitudes de entre los 0-1000 m s. n. m. y los 1001-1500 m s. n. m. La especie suele ser considerada invasora ya que crece en terrenos talados y abandonados, así como cerca de caminos.
La planta necesita precipitaciones de unos 1500 mm por año y en el período seco no debe pasar de 4 meses, y requiere lluvia bien distribuida de 150 a 300 mm durante este periodo, en áreas más secas, parte de la demanda de agua puede ser cubierta por aguas subterráneas. Temperaturas inferiores a los 17 °C retardan la germinación lo que limita el área en la que se pueden cultivar, y es un árbol vulnerable a los vientos fuertes y al fuego.

## Taxonomía
La especie fue descrita inicialmente como Bombax pentandrum por Carlos Linneo y publicado en Species Plantarum 1: 511, en 1753, actualmente es tanto un sinónimo como el basónimo de esta; y ulteriormente, sería transferida al género Ceiba por Joseph Gärtner en De Fructibus et Seminibus Plantarum 2: 244, en 1791.

#### Etimología
Ceiba: nombre dado por los taínos que se deriva de una palabra que significa 'bote', debido a que el tronco de las ceibas era utilizado por los taínos para construir los cayucos.
pentandra: del griego πέντε (pénte); "cinco"; y ανδρος (andrós); "masculino", que hace referencia a sus cinco estambres.

#### Sinonimia
| - Bombax cumanense Kunth - Bombax guineense Schum. & Thonn. - Bombax mompoxense Kunth - Bombax occidentale Spreng. - Bombax orientale Spreng. - Bombax pentandrum L. - Ceiba anfractuosa (DC.) M.Gómez - Ceiba caribaea A.Chev. - Ceiba casearia Medik. - Ceiba guineensis (Schum. & Thonn.) A.Chev. - Ceiba guineensis var. ampla A.Chev. - Ceiba occidentalis (Spreng.) Burkill - Ceiba thonnerii A.Chev. | - Eriodendron anfractuosum DC. - Eriodendron anfractuosum var. africanum DC. - Eriodendron anfractuosum var. caribaeum DC. - Eriodendron anfractuosum var. indicum DC. - Eriodendron caribaeum G.Don ex Loud. - Eriodendron guineense G. Don ex Loud. - Eriodendron occidentale (Spreng.) G. Don - Eriodendron orientale (Spreng.) Kostel. - Eriodendron pentandrum Kurz - Gossampinus alba Buch.-Ham. - Gossampinus rumphii Schott & Endlicher - Xylon pentandrum Kuntze |

## Usos
La planta presenta múltiples usos, principalmente se usa la fibra algodonosa que rodea las semillas (kapok) en la fabricación de diversos objetos. También es usada de forma ornamental y en la reforestación, su madera se usa en la construcción, carpintería y como combustible. En algunos lugares se consumen partes de la planta, el aceite de la semilla se usa industrialmente para fabricar margarinas, el residuo que se obtiene después de extraer el aceite, se usa como forraje. La semilla es consumida cocida o tostada y las hojas, flores y frutos tiernos suelen comerse cocidos.

### Economía
El árbol se cultiva intensivamente en Asia, sobre todo en Java (de ahí sus apelativos), Malasia e Indonesia, pero también en Filipinas y en Sudamérica. Se comercializa su fibra algodonosa, llamada miraguano o guata. El proceso de cosecha y separación de la fibra es un proceso manual laborioso. La fibra de kapok es ligera, muy flotante, resistente, altamente inflamable y resistente al agua. Esta fibra no se puede hacer girar, para enrollarla, pero se usa como relleno de colchones, almohadas, tapicerías, muñecos, y para aislamientos. Antiguamente se empleaba en chalecos salvavidas y dispositivos similares. Sin embargo, ha sido sustituida en gran parte por materiales sintéticos. Una fibra similar se extrae del árbol indio emparentado Bombax ceiba, el "kapok indio". La guata se exporta desde los países centroamericanos al Hemisferio Norte.
Hasta antes de la Segunda Guerra Mundial la fibra de kapok fue un producto comercial importante en países asiáticos y africanos, sin embargo, la sustitución por fibras sintéticas generó una disminución en su valor y en la actualidad se explota más por su madera, y se usa principalmente a nivel local.
Las semillas contienen hasta un 25% de aceite, que es muy usado para encender lámparas y para fabricar jabón de forma local, y también como fertilizante.
- Se han dado usos locales de carpintería. Su madera es muy usada en cajonería.[2][15] Las canoas “guajiberas” se fabricaban del tronco de este árbol, ahuecándolo mediante fuego y herramientas metálicas.[13]

- En la Amazonia colombiana, la comunidad indígena Nukak–Makú, pone su veneno en uno de los extremos de sus dardos para las labores de cacería.[14]

- En Indonesia las semillas, los brotes y los frutos jóvenes son base de la alimentación de varias comunidades.[14]

Para la obtención de sal, la madera de esta especie se quemaba y a la lejía obtenida por obtención de agua se le ponía a cocinar hasta la evaporación del líquido. Para hacer jabón, la lejía se mezclaba con sebo de res y luego se ponía en cocimiento. Otra forma de hacer jabón era con la lejía de la madera, mezclado con el aceite obtenido de la misma semilla de la Ceiba. El aceite extraído por la semilla por cocción prolongada se usó para alumbrarse (45 % es ácido graso).

### Medicinal
No hay amplia evidencia médica que respalde los usos medicinales de esta planta que se usa de forma tradicional. En análisis fitoquímicos se revela la presencia de flavonoides y leucoantocianidinas, taninos y lactonas terpénicas. Compuestos estos que le atribuyen usos medicinales importante como antiinflamatorio para heridas, tratamiento de granos, reumatismo, antiespasmódico, vomitivo astringente, antitérmico, antiespasmódico y diurético.
Puede ayudar a controlar hemorragias, diarrea, disentería, congestión bronquial y alivia migrañas, torceduras y heridas abiertas. Las semillas son tóxicas, se usan la corteza, las hojas y la resina. Con la corteza se hacen decocciones, las hojas frescas se usan en cataplasmas e infusiones. El exudado de la corteza viva es tenido como abortivo.
Pérez Arbeláez (1996), reporta usos a partir de la cocción de la corteza para vigorizar el cabello mediante repetidos baños. En las Antillas se da la misma cocción a las vacas después del parto para facilitar la expulsión de la placenta. Es sabido que en Roraima, Brasil, se usa popularmente la infusión de la corteza para el tratamiento del cáncer e inflamaciones. En la Guyana esta misma cocción en baños es usada para combatir la fiebre y en los Andes peruanos la cocción pero de las ramas se usa como diurética y vomitiva.
Algunos estudios en animales han encontrado algunos posibles usos médicos, el extracto de corteza de raíz ha expuesto actividad hipoglucemiante, los extractos de corteza parecen poseer actividad antiinflamatoria y las decocciones de corteza han mostrado actividad antimicrobiana. La exposición a la fibra de kapok puede irritar los ojos, la nariz y la garganta, y los trabajadores que se exponen al polvo de kapok durante largos períodos pueden desarrollar bronquitis crónica.

### Ornamental
Se utiliza como árbol ornamental en las ciudades, junto con el samán son muy usados como centro de parques en pueblos de clima cálido de Colombia y también en Venezuela. En áreas urbanas el árbol puede representar problemas ya que las raíces crecen en las grietas de edificios, caminos, desagües, etc.

### Cultural
Es un árbol sagrado en la mitología maya, Para las culturas indígenas de Centroamérica el árbol tiene una gran importancia mitológica. Es un árbol sagrado en varias zonas de África y en las religiones Palo, Arará y Santería.
El árbol del kapok es uno de los temas centrales del libro de la escritora Lynne Cherry, El gran árbol kapok.
- De acuerdo con Acero (2005), bajo una frondosa Ceiba en el pueblo de Orocué, la cual más tarde se llevaría el río Meta, se dice que José Eustacio Rivera se sentaba a escribir la novela La Vorágine a finales de la segunda década del siglo XX.

#### Símbolo nacional
Es un símbolo patrio de Guatemala.Fue declarado Árbol Nacional por iniciativa del botánico guatemalteco Ulises Rojas en 1955 para honorar uno de los símbolos Mayas.[cita requerida] En Sierra Leona, África, una ceiba conocida como "The Cotton Tree" ("el árbol del algodón") es símbolo nacional del país, el espécimen más conocido se encuentra en el centro de Freetown, en el cual los esclavos que volvían de América fueron liberados simbólicamente.
El árbol aparece en el escudo nacional de Guinea Ecuatorial. En Venezuela es el árbol emblemático del Distrito capital, además algunas ceibas son reconocidas en la historia del país como la ceiba de San Francisco en Caracas, cerca del templo del mismo nombre. La ceiba de Carvajal en El Tocuyo donde fue ahorcado el funcionario español Juan de Carvajal en 1546, y la histórica ceiba de Quíbor.

## Nombres comunes
Ceiba, ceibo (en Ecuador), pochote, huimba, lupuna (en la Amazonía peruana), mapajo (en las tierras bajas de Bolivia), bonga o bongo (en el Caribe), ceiba, ceibo (en México) o kapok (en países anglosajones). En Venezuela se le conoce como ceibo, ceiba jabillo, cumaca, paraná, jabillo, ceiba yuca. En inglés se le conoce árbol de algodón (cotton tree) por la fibras de las semillas, aunque popularmente se le llama kapok palabra de origen malayo. En francés se llama fromager palabra francesa derivada de fromage que significa queso, esto se debe a que los colonos franceses en las Antillas del siglo XVI, encontraron similitud entre la madera suave del árbol y el queso.